# Kolumna Barska
Kolumna Barska zwana również Kolumną Wolności – pomnik w formie kolumny z orłem na szczycie, odsłonięty w 1868 roku, w setną rocznicę zawiązania konfederacji barskiej, w mieście Rapperswil w Szwajcarii. Kolumna powstała z inicjatywy Władysława Platera – założyciela Muzeum Polskiego w Rapperswilu.
Autorem projektu kolumny był szwajcarski architekt Julius Stadler z Politechniki w Zurychu, rzeźbę orła, który symbolicznie wzbija się do lotu, wykonał szwajcarski rzeźbiarz Louis Wethli.

## Historia kolumny
Kolumna Barska wykonana z marmuru stanęła na wzgórzu Lindenhof, ale już w 1870 roku została zastąpiona odlewem żeliwnym i przeniesiona na dziedziniec zamku (siedzibę Muzeum Polskiego), skąd została usunięta na początku lat 60. XX wieku. Na obecnym miejscu (przed wejściem do zamku) stoi od 1968 roku. Otoczenie wokół kolumny zaprojektował Zbigniew Pręgowski z Winterthuru, w latach 1954–1975 kustosz muzeum.
U podstawy kolumny znajdują się cztery tablice pamiątkowe:

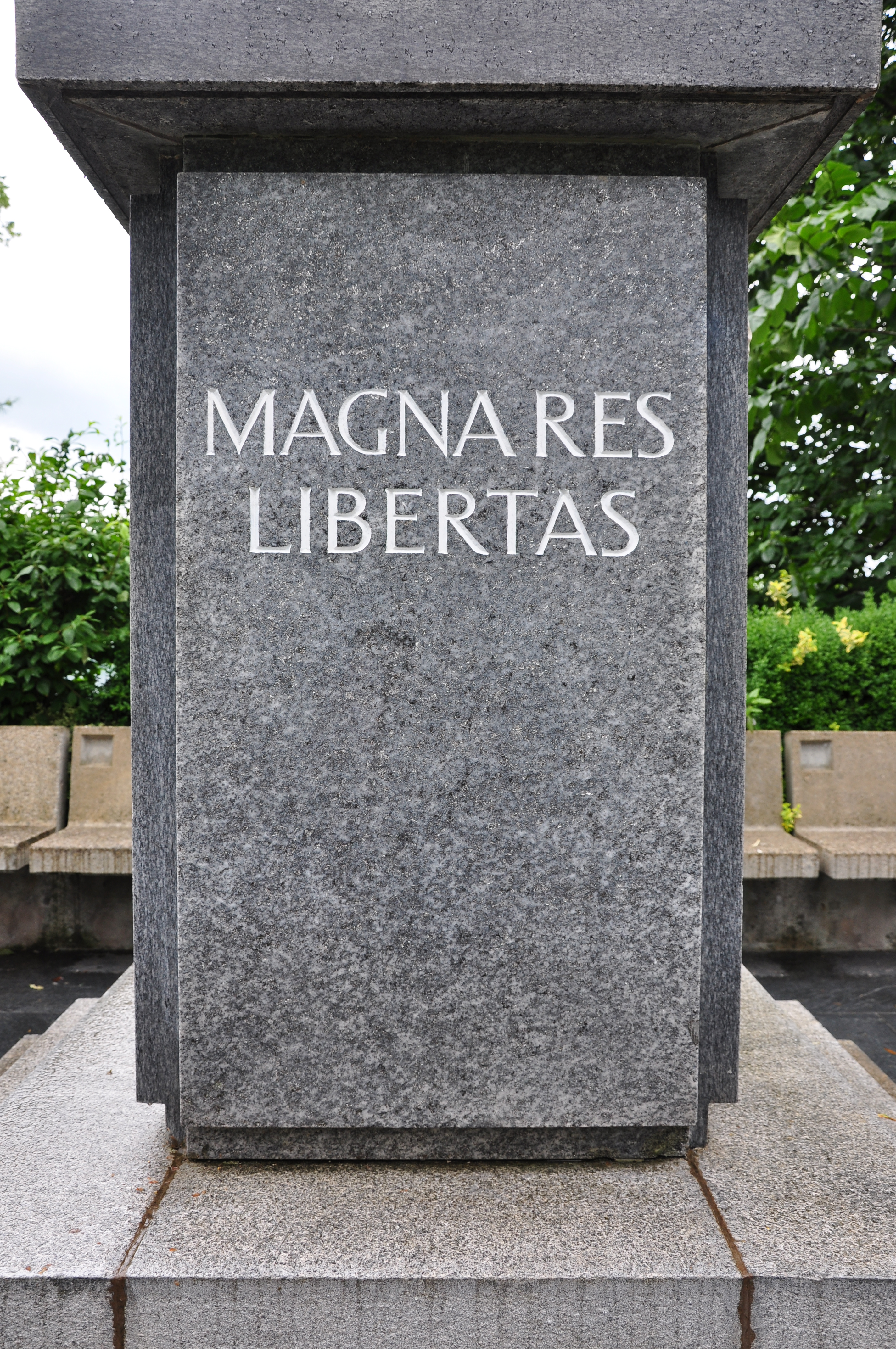
Wolność to wielka rzecz
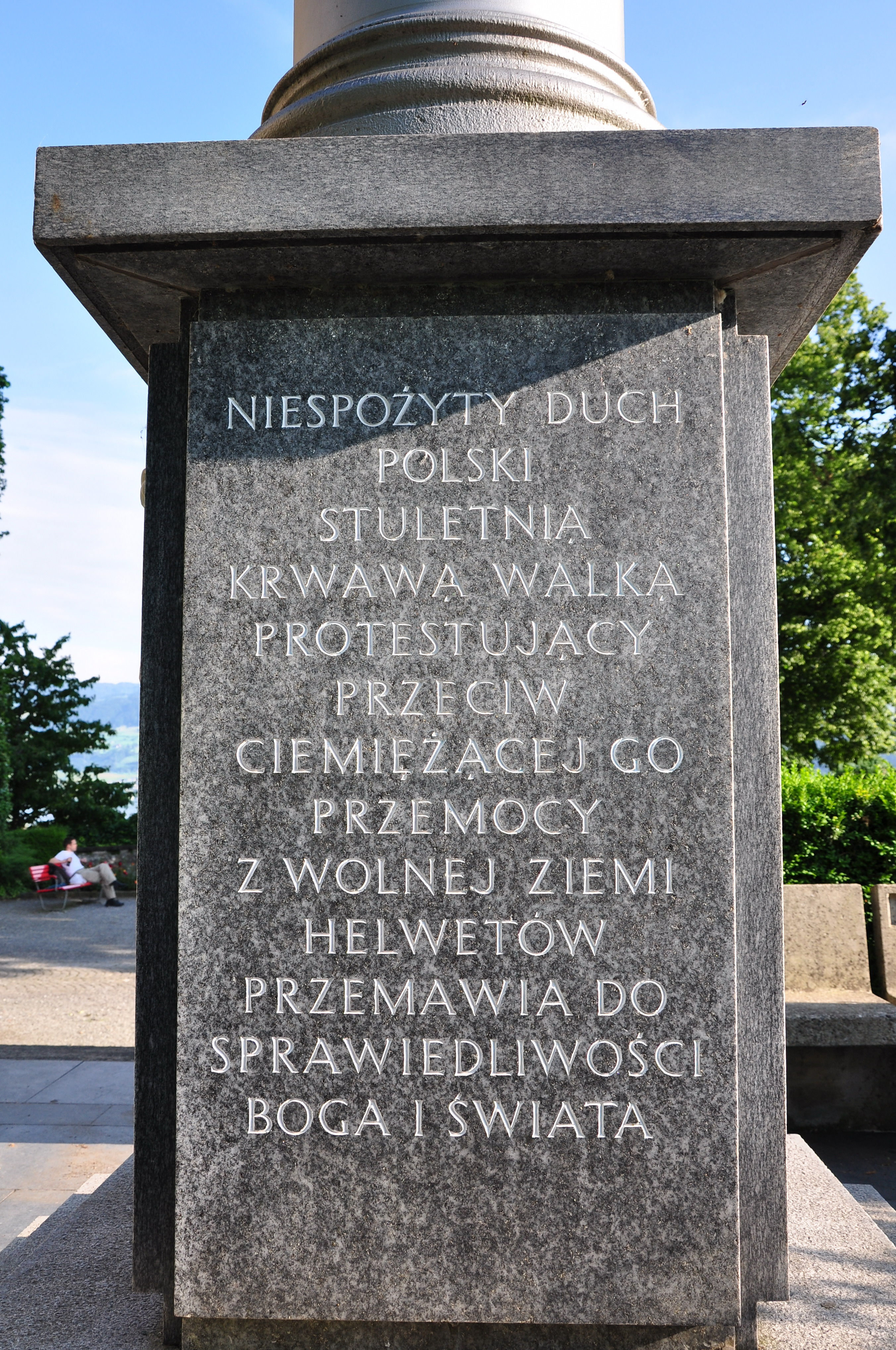
Inskrypcja po polsku
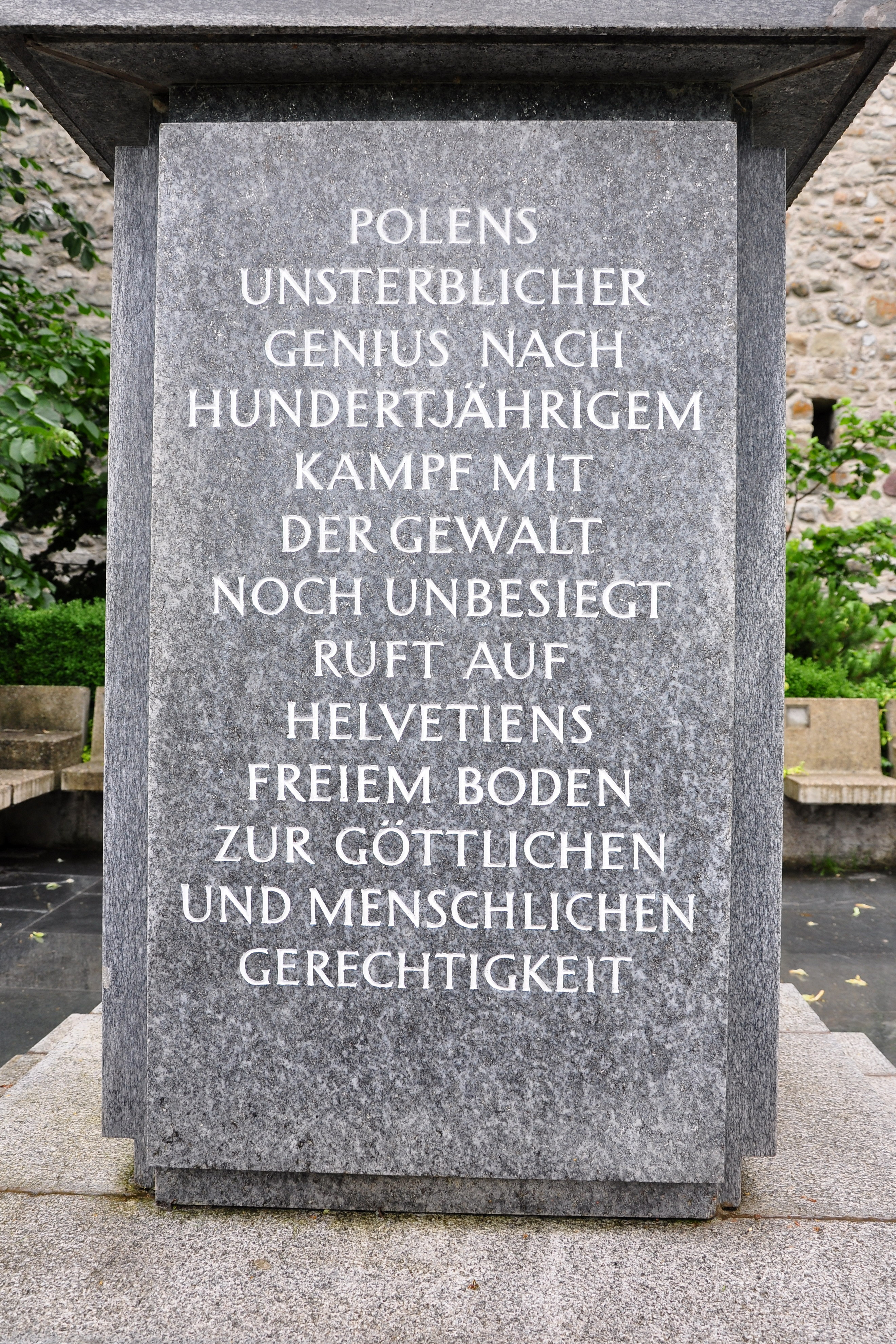
Inskrypcja po niemiecku
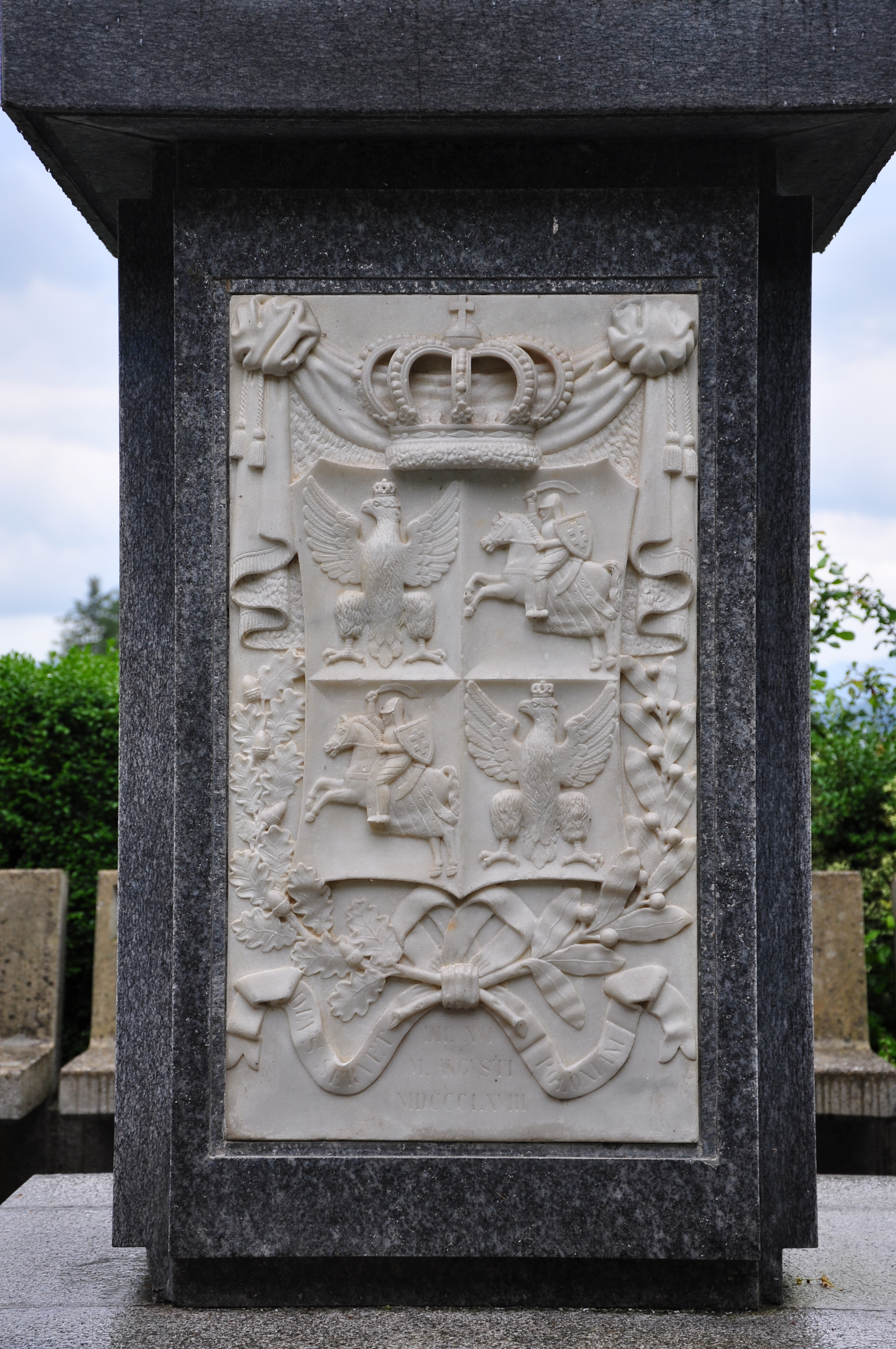
Herb Rzeczypospolitej Obojga Narodów

Czwarta tablica, biała, marmurowa, przedstawia herb Rzeczypospolitej (dwa orły i dwie Pogonie naprzemiennie); niżej, na wstęgach, łaciński napis: Deus servet Poloniam (Boże strzeż Polskę) oraz data: Die XVI / M. Augusti / MDCCCLXVIII (Dnia  16 M[iesiąca] Sierpnia 1868); z prawej u dołu inicjały wykonawcy: L.[ouis] W.[ethli]. Tablica ta jest jedynym zachowanym oryginalnym elementem, pochodzącym z pierwszej kolumny.